# Bremia lactucae
Mildiou de la laitue, Blanc de la laitue, Meunier de la laitue, Mildiou de l'artichaut, Mildiou des composées
Espèce
Bremia lactucae est une espèce de champignons phytopatogènes de la famille des Peronosporaceae. Des souches peuvent être trouvées sur 36 genres d’Asteraceae dont Senecio et Sonchus.
Les maladies que cause cette espèce sont appelées blanc de la laitue, meunier de la laitue, mildiou de la laitue, mildiou de l'artichaut et mildiou des composées.

## Description
Bremia lactucae forme un mycélium intercellulaire grossier. Les haustoria sont en forme de sac, souvent présents dans chaque cellule hôte. Les sporangiophores émergent seuls ou en petits groupes à travers les stomates et se ramifient de manière dichotomique. L'extrémité de chaque branche se développe pour former un disque en forme de coupe portant de courts stérigmates cylindriques sur la marge et parfois au centre, d'où naissent les sporanges hyalins. La germination des sporanges se fait généralement au moyen d'un tube germinatif qui forme un appressorium pour pénétrer dans les cellules épidermiques ou qui pénètre par un stoma. La formation de zoospores a été signalée mais non confirmée. La reproduction sexuée est généralement hétérothallique, mais il existe également des souches homothalliques. Les oospore se forment dans les tissus foliaires et restent viables pendant 12 mois.

## Dissémination et contaminations

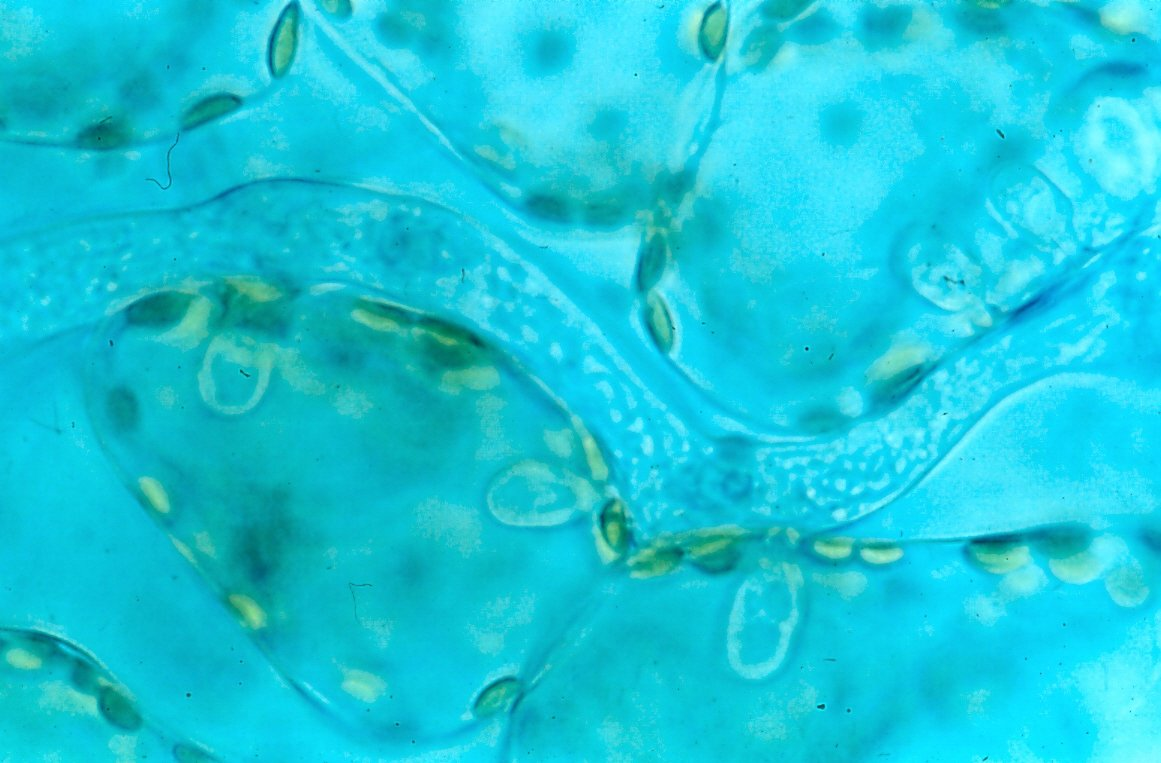
Détail des haustoria.

Des espèces sauvages, telles que Lactuca serriola, ou des variétés de Lactuca peuvent contenir des souches qui infectent la laitue, mais ces pathogènes ne sont pas suffisamment courants pour infecter sérieusement la plante.
La gravité des dommages causés par Bremia lactucae peut varier en fonction des conditions environnementales. Une humidité élevée et des températures fraîches sont optimales pour l'infection et la propagation de la maladie.
La laitue infectée par le mildiou rend la plante plus sensible aux autres agents pathogènes. Le tissu foliaire infecté peut servir de point d'entrée pour une infection secondaire, en particulier pour les agents pathogènes qui provoquent des pourritures molles comme Botrytis cinerea.
La pratique de gestion la plus efficace du mildiou est d'utiliser des cultivars de laitue résistants.  Des variétés résistantes sont disponibles dans plusieurs pays et notamment en France. Elles possèdent plusieurs gènes de résistance afin de contrôler les nombreuses races présentent sur le terrain. En 2024 plus de 30 races ont été dénombrées. Dans certains pays, la situation des races présentes n’est pas connue. Il est nécessaire de réaliser localement des expérimentations afin de définir si les variétés résistantes choisies permettront de contrôler les races autochtones. 
En fait, bien que représentant un réel atout, ces variétés devront être utilisées de concert avec une lutte chimique complémentaire.
L'utilisation d'un système d'irrigation dans le sol plutôt qu'un système d'arrosage réduit l'humidité des feuilles, qui est favorable à l'infection. D'autres pratiques incluent l'élimination des débris végétaux infectés du sol et l'application d'un fongicide. Le Métalaxyl est efficace contre ce micro-organisme.

## Systématique
Le nom correct complet (avec auteur) de ce taxon est Bremia lactucae Regel, 1843.

### Synonymes
Bremia lactucae a pour synonymes :
- Botrytis gangliformis Berk., 1846
- Botrytis lactucae (Regel) Unger, 1847
- Bremia lactucae Regel, 1843
- Bremia centaureae Syd.
- Bremia ganglioniformis (Berk.) C.G.Shaw
- Bremia lactucae f. carthami Milovtz.
- Bremia lactucae f. chinensis L.Ling & M.C.Tai
- Bremia lactucae f. mulgedii Benua
- Bremia lactucae f. ovata (Sawada) L.Ling & M.C.Tai
- Bremia lactucae f. sonchicola (Schltdl.) L.Ling & M.C.Tai
- Bremia lactucae f. taraxaci (S.Ito & Tokun.) L.Ling & M.C.Tai
- Bremia lactucae f. taraxaci Benua
- Bremia lactucae var. arctii Uljan.
- Bremia lactucae var. cardui Uljan.
- Bremia lactucae var. hedypnoidis Uljan.
- Bremia lactucae var. pterothecae Uljan.
- Bremia lactucae var. willemetiae Uljan.
- Bremia lactucae var. xeranthemi Uljan.
- Bremia ovata Sawada
- Bremia sonchicola (Schltdl.) Sawada
- Bremia taraxaci S.Ito & Tokun.
- Peronospora gangliformis Tul.
- Peronospora gangliformis de Bary
- Peronospora ganglioniformis (Berk.) Tul.
- Peronospora ganglioniformis Berk.

### Publication originale
- (de) von E. Regel, « Beiträge zur Kenntniss einiger Blattpilze », Botanische Zeitung, Berlin et Leipzig, vol. 1, no 39,‎ 29 septembre 1843, p. 665-667 (OCLC 1536909, lire en ligne).

### Liste des formes et variétés
Selon MycoBank (24 décembre 2024) :
- Bremia lactucae f. carthami Milovtz., 1937
- Bremia lactucae f. chinensis L. Ling & M.C. Tai, 1945
- Bremia lactucae f. dimorphothecae-aurantiacae Savul. & L. Vánky, 1956
- Bremia lactucae f. dimorphothecae-pluvialis Savul. & L. Vánky, 1956
- Bremia lactucae f. lactucae
- Bremia lactucae f. mulgedii Benua, 1973
- Bremia lactucae f. ovata (Sawada) L. Ling & M.C. Tai, 1945
- Bremia lactucae f. polycalymmatis-stuartii Savul. & L. Vánky, 1956
- Bremia lactucae f. sonchicola (Schltdl.) L. Ling & M.C. Tai, 1945
- Bremia lactucae f. taraxaci (S. Ito & Tokun.) L. Ling & M.C. Tai, 1945
- Bremia lactucae f.sp. centaureae Skidmore & D.S. Ingram, 1985
- Bremia lactucae f.sp. cirsii Skidmore & D.S. Ingram, 1985
- Bremia lactucae f.sp. crepidis Skidmore & D.S. Ingram, 1985
- Bremia lactucae f.sp. hieracii Skidmore & D.S. Ingram, 1985
- Bremia lactucae f.sp. lapsanae Skidmore & D.S. Ingram, 1985
- Bremia lactucae f.sp. leontodi Skidmore & D.S. Ingram, 1985
- Bremia lactucae f.sp. picridis Skidmore & D.S. Ingram, 1985
- Bremia lactucae f.sp. senecionis Skidmore & D.S. Ingram, 1985
- Bremia lactucae f.sp. sonchi Skidmore & D.S. Ingram, 1985
- Bremia lactucae f.sp. taraxici Skidmore & D.S. Ingram, 1985
- Bremia lactucae var. arctii Uljan., 1967
- Bremia lactucae var. cardui Uljan., 1967
- Bremia lactucae var. cirsii Jacz. ex Uljan., 1967
- Bremia lactucae var. hedypnoidis Uljan., 1967
- Bremia lactucae var. lactucae
- Bremia lactucae var. pterothecae Uljan., 1967
- Bremia lactucae var. willemetiae Uljan., 1967
- Bremia lactucae var. xeranthemi Uljan., 1967